# Weiding (Schwandorf járás)
Weiding település Németországban, azon belül Bajorországban. Lakosainak száma 466 fő (2023. december 31.). Weiding Schönsee, Winklarn, Tiefenbach és Stadlern községekkel határos.

## Népesség
A település népessége az elmúlt években az alábbi módon változott:
| Lakosok száma | 795  | 737  | 712  | 655  | 505  | 497  | 474  | 468  | 459  | 466  |
|               | 1875 | 1950 | 1975 | 1987 | 2012 | 2014 | 2016 | 2017 | 2021 | 2023 |